# Greymouth
Greymouth er den største by på vestkysten af New Zealands sydlige ø. 
Indbyggertallet er ca. 9.970, og er svagt stigende. 
Byen har været beboet af det oprindelige New Zealandske folk maori. 
De hvide, pākehā, flyttede først dertil, da der blev fundet guld og kul i området. I 2008 åbnes en ny kulmine – Pike River -, hvor der i november 2010 sker en ulykke med 29 omkomne. 
Greymouth er nu også kendt som bryggeriby.